# 887
887 (DCCCLXXXVII) var ett normalår som började en söndag i den julianska kalendern.

## Händelser

### Okänt datum
- Kejsar Uda tillträder Japans tron.
- Karl den tjocke avsätts från hela Karolingiska riket.
- Odo, hertig av Paris tillträder Västfrankiska rikets tron.
- Berengar av Friuli tillträder Italiens tron.
- Arnulf av Kärnten tillträder Östfrankiska rikets tron.

## Födda
- Frederuna, drottning av Frankrike.

## Avlidna
- 19 februari – Ibn Maja, persisk sammanställare av hadither.
- 18 september – Pietro I Candiano, doge av Venedig (dödi strid).
- Jeonggang, kung av Silla (i nuvarande Korea).
- Kōkō, kejsare av Japan.
- Hedvig av Herford, tysk abbedissa och helgon.